# 上海公交定制407线
上海公交定制407线（或称DZ407夜生活专线）是上海公交线路之一，走向为BFC外滩金融中心经新天地、兴业太古汇、久光百货至上生新所，运营期为2025年6月13日至同年7月6日。该线为首条夜上海联动扩消费专线或首条夜上海公交专线，运营方为久事公交巴士四公司。

## 背景
针对市民通勤、上学、就医、出游等需求，加上上海市公交骨干网络覆盖范围有限，上海各公交公司从2024年起在全市16个行政区提供定制公交服务。2025年5月8日，上海市定制公交运营服务平台上线，该平台整合了全上海各公交公司在各区的定制公交线路。截至2025年6月24日，已有250条定制公交线路（覆盖通勤、就医、文旅、通学方面）在上海全市16个行政区运行。定制公交线路作为常规公交的补充在开通前会进行前期调研。上海公交定制407线的开通得益于上海夜生活节。

## 运营和线路

### 运营
定制407线开通于2025年6月13日，计划运营至同年7月6日。线路长度15.2千米，配车两辆。定制407线在此期间逢每周五、六、日三天运营。定制407线在此三天的14：00至22：00运营，发车间隔为约120分钟。在本线停经的BFC外滩金融中心、新天地、兴业太古汇、久光百货和上生新所中任意一处消费满66元或以上即可领取凭证乘车。售票员在上车后核销乘车凭证，后发放纪念票根。首发车上有音乐表演，未来会纳入魔术表演。

### 线路
定制407线去程为自BFC外滩金融中心站始经人民路、河南南路、复兴东路、马当路、淮海中路至石门一路停兴业太古汇站，再开行至南京西路停久光百货站，后经南京西路、华山路、延安西路和番禺路至上生新所站。返程为西起上生新所站，途径番禺路、延安西路、华山路至南京西路停靠久光百货站后沿南京西路开行，经常德路转至延安中路经石门一路停兴业太古汇站，后经黄陂南路、淮海中路、马当路、自忠路、复兴东路、河南南路至人民路，终到BFC外滩金融中心站。

## 作用
定制407线采用“交通 + 消费”模式便利了市民和游客的夜间出行，同时给沿线商圈带来更多人气与活力，助力上海夜经济发展。同时游客和市民可在车上开启夏夜公交“慢生活”。沿线商圈举办多个活动以配合定制407线开行。